# طاق شاه عباسی
طاق شاه عباسی قدیمی‌ترین و بزرگ‌ترین سد قوسی جهان با ارتفاع ۶۰ متر ارتفاع و با عرض تاج ۱ متر نازکترین سد جهان و همچنین برای مدت ۵۵۰ سال بلندترین سد در جهان، در نزدیکی روستای خرو و در فاصله ۲۷ کیلومتری شهر طبس در نزدیکی چشمه آب گرم مرتضی علی قرار دارد که با بیش از ۷۰۰ سال قدمت از آثار تاریخی دوران صفویه محسوب می‌شود.
در بسیاری از گوشه‌های سد یا طاق شاه عباسی، سنگ نگاره‌هایی چون نقوش بزکوهی دیده می‌شود. این‌ها نمادی هستند از درخواست فراوانی آب، زایندگی و فراوانی نعمت.

### نحوه عملکرد سد
در دره‌های تنگ شهر طبس ایرانیان در زمان‌های دور سدها را بر روی طاق‌های آجری احداث کردند و بدین ترتیب نیاز به انحرافاتی در زمان احداث مرتفع داشتند. این روش خلاقانه با کارکرد کاهش بیشینه سیلاب در سد شاه عباسی در طبس ترکیب شده است. سیلاب‌ها با دوره بازگشت ۱۰ سال از زیر طاق به صورت آزادانه عبور می‌کنند. در سیلاب‌های بزرگ‌تر، مقداری از حجم سیلاب در پشت سد ذخیره می‌شود، به این ترتیب طی صدها سال، سد عباسی، شهر طبس را در مقابل سیلاب‌های رودخانه نهرین حفاظت کرده است.
دقت و خلاقیت ایرانیان در آن زمان برای ساخت سد شاه عباسی در طبس به اندازه بوده است که با توجه به موقعیت خروجی سد، هیچ رسوبی در پشت سد ذخیره نمی‌گردد. با این شرایط ما می‌توانیم انتظار این را داشته باشیم این سازهٔ بی نظیر تا هزاران سال بعد بدون آن که نیازی به تعمیر و نگهداری داشته باشید به کار خود ادامه دهد. نکته مهم آن است که اگر امروز بر اساس آخرین دستاوردهای مهندسی سد و سیلاب، سدی برای کنترل سیلاب رودخانه نهرین احداث شود، مشخصات آن بسیار به سد عباسی نزدیک خواهد بود.
متن صفحه.
با وجود جستجوی بسیار به نظر می‌رسد این اثر در میراث فرهنگی ثبت نشده باشد. 